# Banksia stuposa
Banksia stuposa är en tvåhjärtbladig växtart som först beskrevs av John Lindley, och fick sitt nu gällande namn av A.R.Mast & K.R.Thiele. Banksia stuposa ingår i släktet Banksia och familjen Proteaceae. Inga underarter finns listade i Catalogue of Life.